# Chapleau
Chapleau – gmina (ang. township) w Kanadzie, w prowincji Ontario, w dystrykcie Sudbury.
Europejskie osadnictwo w rejonie rozpoczęło się w 1777 r. za sprawą Kompanii Zatoki Hudsona. W 1885 r. doprowadzono tu Kolej Transkanadyjską. Rozpoczęto wtedy zrywkę drewna, lecz zbyt intensywna eksploatacja spowodowała, że stało się to mniej opłacalne.
Powierzchnia Chapleau to 15,02 km². Według danych spisu powszechnego z roku 2001 Chapleau liczy 2832 mieszkańców (188,55 os./km²). Kiedyś populacja sięgała 5000 ludzi.
W gminie prowadzony jest pilotażowy program darmowego udostępniania bezprzewodowego dostępu do Internetu (Wi-Fi) dla wszystkich mieszkańców. To pierwszy tego typu program w Kanadzie.